# Северный поход
Северный поход (кит. 國民革命軍北伐) — военная операция гоминьдановской Национально-революционной армии Китая под руководством Чан Кайши, в сотрудничестве с коммунистами, с задачей разгрома милитаристских группировок и объединения страны военным путём.

## Предыстория
Идея военного похода из Гуандунской базы на север страны, чтобы вооружённым путём объединить Китай под властью Гоминьдана, принадлежала Сунь Ятсену. К весне 1926 года власть Национального правительства признали в соседних с Гуандуном южных провинциях: Гуанси и Гуйчжоу. Их войска вошли в НРА.
В граничившей с Гуандуном с севера провинции Хунань правил губернатор, принадлежавший к проанглийской чжилийской клике. Против него восстал дивизионный командир генерал Тан Шэнчжи, требовавший признания власти Национального правительства Гоминьдана. На помощь ему в апреле 1926 года были направлены войска НРА.
Майский 1926 года пленум ЦИК Гоминьдана принял решение о подготовке к прекращению Гонконг—Гуанчжоуской забастовки, чтобы обезопасить тыл во время Северного похода (английские власти в феврале 1926 года в очередной раз пытались осуществить военную блокаду порта Гуанчжоу). Для руководства массовым движением в поддержку Северного похода пленум учредил Объединённый комитет крестьян, рабочих, торговцев и учащихся. Манифест этого комитета содержал призыв к социальному единству. Пленум привёл к чрезвычайному усилению власти Чан Кайши: он был избран сразу на несколько постов — главы вновь учреждённого Постоянного комитета ЦИК Гоминьдана, председателя Военного совета Национального правительства, Главнокомандующего НРА, заведующего орготделом и отделом военных кадров.
ЦК КПК по совету Коминтерна признал необходимой тактику отступления и уступок Чан Кайши ради единства революционных сил и подготовки военного похода на Север.
В мае 1926 года по инициативе КПК в Гуанчжоу были созваны III Всекитайский съезд профсоюзов и съезд крестьянских союзов Гуандуна. Оба съезда поддержали решение правительства о вооружённой борьбе против милитаристов, приветствовали начало Северного похода.

## Расстановка сил перед началом похода
Летом 1926 года силы милитаристов располагались следующим образом: Маньчжурия, провинция Шаньдун и центральный район Пекин-Тяньцзинь контролировались фэнтяньской кликой, главарями которой были Чжан Цзолинь и Чжан Цзунчан. Центральный Китай (юго-запад провинции Чжили, Хэнань, восточная часть Шэньси, Хубэй, Хунань) контролировались чжилийской кликой во главе с У Пэйфу. Восточный Китай (провинция Цзянсу с Шанхаем, а также Аньхой, Чжэцзян, Цзянси, Фуцзянь) контролировались маршалом Сунь Чуаньфаном, отколовшимся от чжилийской клики.
Силы милитаристов, против которых действовала НРА, превышали её численность, но были разобщены. К тому же в тылу у них на северо-западе находились сохранившиеся части 1-й Национальной армии Фэн Юйсяна. В разработке плана боевых операций и боях активно участвовали советские военные специалисты во главе с В. К. Блюхером. Советский Союз поставил НРА большие партии оружия и самолёты.
Поддержка похода самыми широкими слоями населения проявилась уже в Гуандуне. Тысячи трудящихся, очень многие из гонконгских забастовщиков вышли в поход вместе с НРА в качестве носильщиков, грузчиков, дорожных строителей, проводников и т. п. Студенты, рабочие, крестьяне создали санитарные отряды.

## Первый этап похода

Северный поход (движения войск)

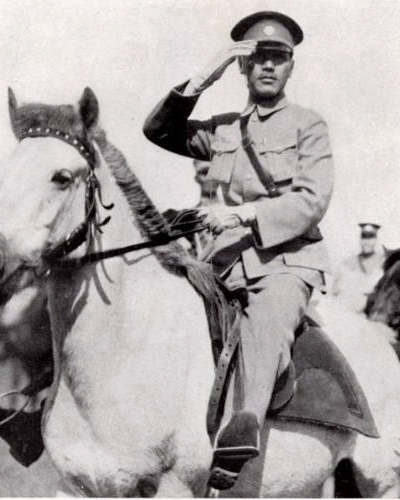
Чан Кайши в 1926 году

Численность солдат, принявших участие в походе, была от 100 до 250 тыс. человек. Национальное правительство провозгласило начало Северного похода 1 июля 1926 года, однако уже в конца мая 1926 года в Хунань вступил Отдельный полк 4-го корпуса НРА под командованием коммуниста Е Тина.
Уже к концу августа вся провинция Хунань была очищена от войск У Пэйфу. НРА стремительно двигалась к одному из крупнейших экономических центров страны — трёхградью Ухань. 10 октября 1926 года захватом после блокады наиболее укреплённого из этих трёх городов — Учана — завершился разгром войск У Пэйфу в провинции Хубэй.
В сентябре 1926 года основные силы НРА были направлены в провинцию Цзянси против милитариста Сунь Чуаньфана, порвавшего с кликой У Пэйфу и контролировавшего пять провинций Восточного Китая. Наньчан — центр провинции Цзянси — был занят войсками под командованием Чан Кайши в ноябре 1926 года, здесь обосновалась его военная ставка. К концу 1926 года была занята провинция Фуцзянь.
Успехи Северного похода НРА возродили активность Национальной армии. В сентябре 1926 года Фэн Юйсян вернулся из СССР в Китай и заявил о присоединении своих военных сил к НРА. Советский Союз вновь оказал его Национальным армиям поддержку, восстановив их боеспособность и обеспечив их выступление с северо-запада на соединение с НРА.
Успехи НРА вызвали инспирированные державами попытки консолидации сил противоборствующих милитаристских клик. В ноябре 1926 года на совещании крупнейших милитаристов в Тяньцзине было решено создать объединённую «армию умиротворения государства» во главе с Чжан Цзолинем. Однако старое противоборство не было преодолено, и координация сил милитаристов оказалась недостаточной.
Под впечатлением побед НРА многие милитаристы, опасаясь разгрома, переходили на её сторону ради сохранения своих сил. Численность НРА возросла, но её революционно-политические качества снизились. Усилились разногласия и в командовании НРА, и в гоминьдановском руководстве. Особенно остро встал вопрос о новом местонахождении Национального правительства (Гуанчжоу, откуда начался Северный поход, уже стал глубоким тылом). Чан Кайши настаивал на переводе резиденции правительства и ЦИК Гоминьдана в Наньчан, где находилась его ставка. Левые гоминьдановцы, особенно коммунисты, настаивали на переводе правительства в Ухань, где нёс охрану полк коммуниста Е Тина и ширилось рабочее движение. Занявшая левые позиции конференция ЦИК Гоминьдана 15 октября 1926 года приняла решение вызвать из-за границы Ван Цзинвэя, чтобы он вновь занял свой пост председателя Национального правительства. Это решение было направлено на ослабление влияния Чан Кайши.
1 января 1927 года Ухань был признан столицей Китая и резиденцией Национального правительства. Чан Кайши остался в Наньчане. Руководство Гоминьдана было встревожено ростом его претензий на военное лидерство. 10 марта 1927 года III Пленум ЦИК Гоминьдана в Ханькоу лишил Чан Кайши его многочисленных ответственных постов в ЦИК Гоминьдана, но оставил пост главнокомандующего НРА. В уханьское правительство, которым руководил Ван Цзинвэй из-за границы, были введены два коммуниста: Тань Пиншань стал министром сельского хозяйства, Су Чжаочжэн — министром труда.
Помощь рабочих, студентов, буржуазии городов, занимаемых НРА, оказывалась под антимилитаристскими и антиимпериалистическими лозунгами. Деревенское население было возмущено произволом местных милитаристов в налогообложении и также поддерживало НРА.

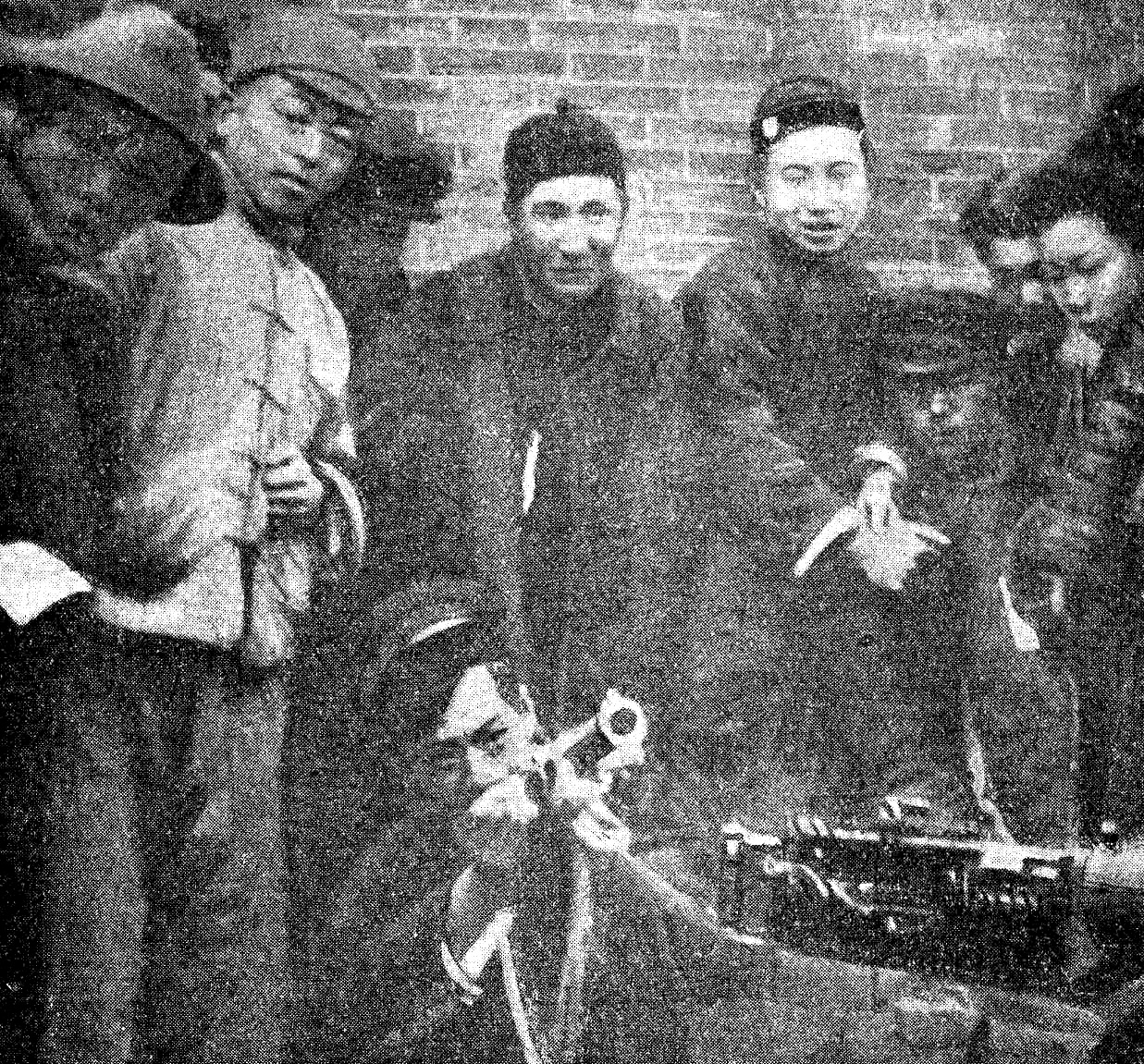
Рабочие Шанхая во время восстания 1927 года

В Ухане после занятия города НРА сразу же развернулись забастовки на многочисленных иностранных предприятиях, шли антииностранные митинги и демонстрации. 4 января 1927 года городские массы совместно с бойцами НРА захватили территорию английской концессии в Ханькоу. 7-8 января также была освобождена территория английской концессии в Цзюцзяне. Национальное правительство добилось от Англии официального подтверждения возвращения этих концессий Китаю.
Наступление на Шанхай, находившийся под властью милитариста Сунь Чуаньфана, осуществляли войска НРА под командованием Бай Чунси, подчинённого Чан Кайши. 21 марта, когда части НРА приблизились к Шанхаю, под руководством коммунистов было начато вооружённое восстание. Рабочие отряды нападали на войска милитариста Сунь Чуаньфана. В ночь на 22 марта 1927 года Шанхай был освобождён, было создано возглавленное коммунистами временное городское правительство, признавшее власть уханьского правительства. Войска НРА вошли в Шанхай 22 марта, когда войска Сунь Чуаньфана уже покинули город.
На следующий день после Шанхая, 23 марта, другой группой войск Чан Кайши был занят Нанкин. Во время боёв в городе произошли инциденты, пострадали несколько иностранцев. 24 марта военные корабли Англии и США подвергли массированной бомбардировке занятый НРА Нанкин. В порту сконцентрировались военные корабли и других держав. 11 апреля 1927 года Англия, США, Япония, Франция и Италия направили в ставку Чан Кайши и уханьскому правительству совместный ультиматум, требуя наказать виновных в инцидентах, происшедших при занятии Нанкина, принести извинения, уплатить весьма высокую компенсацию и запретить антииностранные действия на подвластных им территориях. Создалась угроза военной интервенции держав.

## Конфликт Гоминдана и КПК
Чан Кайши смог использовать свои связи с тайным обществом Шанхая, известным как «Зеленая банда», и организовать его членов, чтобы убить всех членов профсоюзов и коммунистов в городе. С 12 по 14 апреля сотни коммунистов в Шанхае были арестованы и убиты по приказу Чана в ходе беспорядков, которые стали называть Шанхайской резней. Антикоммунистические акции произошли и в других городах страны. В отместку на юге сторонники националистов были убиты руками коммунистов. Оба события фактически положили конец союзу между националистами и коммунистами. Последовавший за этим Белый террор опустошил ряды коммунистов, и выжили только 10 000 из 60 000 членов партии.
18 апреля 1927 года Чан Кайши создал в Нанкине правительство, власть которого распространялась на четыре провинции: Цзянсу, Чжэцзян, Фуцзянь, Аньхой.
В Ухане продолжалось сотрудничество левого крыла Гоминьдана с коммунистами. В первых числах апреля 1927 года Национальное правительство вновь возглавил Ван Цзинвэй. Территория Уханьского центра включала провинции Хунань, Хубэй, Цзянси. Со всех сторон этому району угрожали враждебные силы: с севера — войска фэнтяньской клики, с юга — армия гоминьдановского генерала Ли Цзишэня, с востока — войска Чан Кайши, с запада — армия сычуаньского милитариста Ян Сэня. Экономическое положение района, блокированного врагами, ухудшалось с каждым днём.
Трудности уханьского правительства усугубились в связи с мятежами военных командиров НРА, раздражённых действиями коммунистов, активизировавших выступления отрядов крестьянских союзов и рабочих пикетов. 17 мая 1927 года командир дивизии НРА Ся Доуинь поднял мятеж, требуя обуздать крестьянские союзы. 21 мая 1927 года командир полка НРА Сюй Кэсян в главном городе провинции Хунань Чанша разоружил рабочие пикеты и изгнал коммунистов. То же самое совершил в Наньчане командир корпуса НРА Чжу Пэйдэ.
15 июля 1927 года ЦИК Гоминьдана в Ухане принял решение о разрыве с КПК, однако это не привело к объединению уханьской группировки гоминьдана с нанкинской группой, позиции которой в это время усиливались. 20 июня 1927 года к нанкинскому Гоминьдану примкнула группировка «сишаньцев», имевшая влияние в Шанхае. Летом 1927 года власть нанкинского правительства признали милитаристы, правившие в провинциях Гуанси, Гуандун, Сычуань. Но Ухань оставался самостоятельным. Ван Цзинвэй даже претендовал на партийное главенство в гоминьдане.

## Приостановка похода

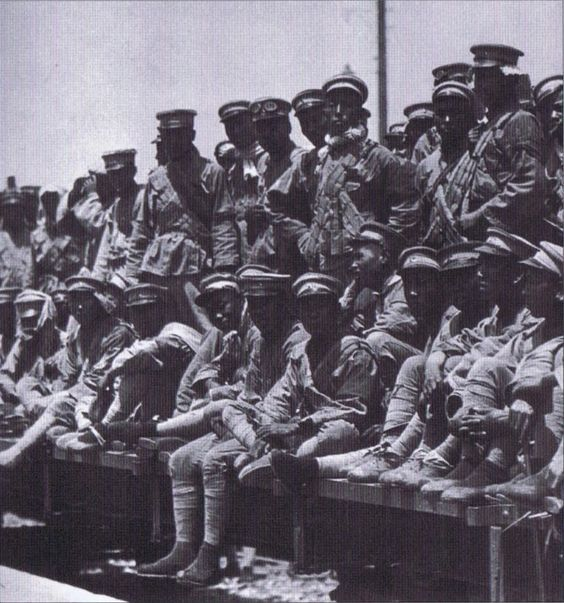
Бойцы Северного похода

В начале мая 1927 года войска Чан Кайши возобновили Северный поход. Чтобы воспрепятствовать их продвижению и разгрому милитариста прояпонской ориентации Чжан Цзунчана, отступившего в Шаньдун, Япония высадила в шаньдунском порту Циндао свои войска. Это затруднило продвижение. В свою очередь Чжилийская клика в начале июля начала атаку на войска Чан Кайши, вернув себе большую часть утраченной территории. К 24 июля она вновь захватила Сюйчжоу. Перед лицом растущих потерь, гоминьдановские группировки Уханя и Нанкина начали переговоры о примирении. Правительство Уханя очистило свои ряды от коммунистов и изгнало советских советников, что способствовало сближению между двумя фракциями. Тем временем контрнаступление войск Чжилийской клики продолжалось, достигнув Бэнбу 9 августа и вынудив Чан Кайши отвести свои войска к югу от Янцзы. В обмен на сотрудничество Ван Цзинвэй потребовал, чтобы Чан ушел в отставку с поста главнокомандующего и отказался от всех политических титулов. 12 августа Чан Кайши подал в отставку и уехал в Японию.
Пользуясь отсутствием Чан Кайши, войска Чжилийской клики под командованием Сунь Чуаньфана начали наступление на Нанкин. 25 августа они переправились через Янцзы в районе Лунтаня, восточнее Нанкина, перервав сообщение между Нанкином и Шанхаем. Гоминьдановцы стали призывать к единству перед лицом наступающих войск Суня и начали спешно перебрасывать к угрожающему месту свои войска. Завязались ожесточённые бои за Лунтань, в результате которых 60-тысячная армия Сунь Чуаньфана была разбита.
После победы 7 сентября переговоры о примирении возобновились, а 15 сентября правительство Уханя было распущено, и в Нанкине было создано новое совместное правительство под руководством генералов Гуансийской клики. Ван Цзинвэй отказался присоединиться к новому правительству, как и Тан Шэнцзы, который стал самостоятельным военачальником, контролирующим Хубэй, Хунань, Цзянси и некоторые части Аньхоя. Вскоре Тан Шэнчжи выступил против Гуансийской клики, но его войска были разбиты, а войска гуансийских милитаристов заняли Ухань. Ван Цзинвэй и его сторонники перебазировались в Гуанчжоу.
В ноябре 1927 года Чан Кайши вернулся из Японии в Китай. В декабре он был назначен главнокомандующим НРА. В феврале 1928 года IV Пленум ЦИК Гоминьдана учредил в Нанкине возглавленное Чан Кайши Национальное правительство Китая. Официальной столицей Китая стал Нанкин.

## Второй этап похода
В апреле 1928 года НРА возобновила Северный поход. В союзе с НРА в походе приняли участие Национальные армии Фэн Юйсяна, контролировавшие провинции Хэнань, Шаньси, Ганьсу, и армия губернатора провинции Шаньси Янь Сишаня. Войскам НРА противостояли армии коалиции северных милитаристов, возглавляемой Чжан Цзолинем.
Под напором НРА милитаристские войска отступили к центру провинции Шаньдун — городу Цзинань. Чтобы предотвратить разгром армии Чжан Цзолиня, японские войска обстреляли Цзинань, занятый НРА. Погибли тысячи гоминьдановских солдат и мирных жителей. По требованию Японии НРА была вынуждена оставить город Цзинань и зону железной дороги Тяньцзинь-Пукоу.
Более успешно продвигались войска Янь Сишаня, в июне 1928 года занявшие Пекин (тут же переименованный в «Бэйпин») и Тяньцзинь. Гибель Чжан Цзолиня в июне 1928 года облегчила Гоминьдану объединение страны. Сын Чжан Цзолиня — Чжан Сюэлян, унаследовавший владения отца, в декабре 1928 года признал нанкинское правительство. 

## Значение
Новое правительство Нанкина мирного времени было создано 10 октября 1928 года, в семнадцатую годовщину начала Синьхайской революции, во главе с Чан Кайши. Военное объединение Китая под властью Гоминьдана означало, по учению Сунь Ятсена, завершение «военного периода» национальной революции. В конце 1928 года ЦИК Гоминьдана, согласно доктрине Сунь Ятсена, объявил о начале с 1 января 1929 года «периода политической опеки» сроком на шесть лет. Этот период должен был подготовить установление в стране конституционного правления, осуществляемого Национальным собранием, избираемым народом.